# Gerlach z Houthem
Święty Gerlach z Houthem (ur. ok. 1100 w Walkenburgu w Holandii, zm. 5 stycznia 1172 lub 1177) –święty Kościoła katolickiego, asceta.

## Życiorys
Najprawdopodoniej był synem majętnej, rycerskiej rodziny z terytorium Walkenburga. Gozewijn III, współczesny Gerlachowi, był powiernikiem cesarza  Fryderyka I Barbarossy i brał udział w jego włoskich kampaniach. Najpewniej Gerlach należał do drużyny Gozewijna i razem z nim uczestniczył we wspomnianych walkach. Po śmierci żony wyjechał do Jerozolimy. Tam przez kilka lat opiekował się chorymi i umierającymi. Po powrocie do Holandii zamieszkał w wydrążonym drzewie. Znajdowało się ono przy głównym trakcie prowadzącym z Kolonii do Morza Północnego przez Maastricht (do dzisiaj jest to uczęszczana droga). Tam wiódł ascetyczne życie, ale nie wycofał się zupełnie ze społeczeństwa, dlatego też nie można go nazywać eremitą. Spał na usypanym z kamieni posłaniu, jadł chleb do którego podczas wyrabiania dodawano popiół. Na nagim ciele nosił włosiennicę a na niej swój stary, rycerski płaszcz z kolczugi. W ten sposób pokutował za swoje wcześniejsze, grzeszne życie. Zmarł 5 stycznia.

## Kult
Obecnie w miejscowości Houthem znajduje się Sanktuarium św. Gerlacha. Kościół ten wybudowano w latach 1720-1727 na ruinach poprzedniej świątyni. Na miejscu znajduje się grobowiec oraz relikwiarz z czaszką i innymi kośćmi świętego. Uważa się, że znajdujący się pod grobem piasek posiada właściwości uzdrawiające.